# Erpodium beccarii
Erpodium beccarii är en bladmossart som beskrevs av C. Müller 1872. Erpodium beccarii ingår i släktet Erpodium och familjen Erpodiaceae. Inga underarter finns listade i Catalogue of Life.